# Sigaretta (gioco)
Il gioco della sigaretta, noto anche come lui e lei, è un gioco di carta e matita.
È un gioco che si svolge con un minimo di tre persone. Ogni persona usa un foglio e una matita. Dato un segnale di comune accordo, da ripetersi nel più breve tempo possibile, ognuno scrive la risposta alle seguenti domande nella parte superiore del foglio senza farsi vedere dai compagni di gioco, poi ripiega il foglio e lo passa al giocatore alla sua destra.
Nell'ordine, i soggetti da scrivere sono (nella versione più comune):
- nome maschile (chi è lui?)
- nome femminile (chi è lei?)
- un'azione svolta dai due (cosa succede?)
- un dato temporale (quando succede?)
- la situazione/condizione in cui l'azione si svolge (dove sono?)
- la maniera in cui le azioni vengono svolte (come lo fanno?)
- una motivazione degli eventi (perché fanno così?)

Lo scopo, quindi, è di rispondere alle domande “chi, cosa, quando, dove, come, perché” seguendo (per ogni giocatore) una linea logica che viene confusa dal continuo scambiare i fogli fra giocatori. 
Alla fine, ognuno svolge il foglio che ha in mano e una alla volta vengono lette le sequenze, assolutamente casuali, che sono risultate cercando di crearne una storia discorsiva. La fantasia e lo stimolo alla creatività di ogni singolo giocatore lo rendono ideale come attività ludica per bambini. Proprio la casualità e l'inconsapevolezza dei giocatori su ciò che hanno scritto gli altri sono i fattori determinanti del gioco, perché scopo di esso è divertirsi leggendo le strambe combinazioni surreali.
Alcune versioni dello stesso gioco prevedono di passare il foglio al giocatore alla propria sinistra, invece che quello a destra.
Essendo un gioco principalmente di tradizione orale, sono numerose anche le varianti che prevedono domande diverse, tra cui: "Cosa dice lui?", "Cosa dice lei?" e "Cosa dicono i passanti che li vedono?" al fine di rendere il gioco stesso ancora più assurdo nei risultati.